# Spoorlijn Sorø - Vedde
De spoorlijn Sorø - Vedde is een voormalige lokaalspoorlijn in Seeland in Denemarken, aangelegd tussen 1900 en 1903.

## Aanleg
Na de plannen voor een spoorverbinding tussen de Vestbanen (Kopenhagen - Korsør) en Nordvestbanen (Roskilde - Kalundborg) van Slagelse via Høng naar Værslev en daarop aansluitend een private spoorlijn naar Tølløse, voelde Sorø zich achtergesteld. Het staatsspoorstation van Sorø aan de Vestbanen lag ver buiten de plaats. Om Sorø toch op het spoorwegnet aan te sluiten werd besloten tot de aanleg van een spoorlijn van Sorø via de kern van Sorø naar Vedde, waar de lijn zou aansluiten op de Tølløsebanen. Nadat op 1 mei 1900 de concessie werd verleend kon met de aanleg worden begonnen, waarna de lijn op 1 februari 1903 werd geopend.

## Uitbreiding
In 1918 werden plannen gemaakt op de spoorlijn vanuit Vedde via Langtved, Undløse, Søndersted, Sønder Jernløse en Hellestrup door te trekken naar Holbæk, een traject van 23 kilometer. Na een zorgvuldige toetsing door de spoorweg commissie werd in 1923 besloten van de aanleg af te zien.

## Sluiting
De lijn leidde een marginaal bestaan met tegenvallende resultaten. Op 30 juli 1933 werd het reizigersvervoer gestaakt. Nadat per 1 oktober 1950 ook het goederenvervoer werd gestaakt, werd de lijn tussen Sorø dorp en Vedde opgebroken. De resterende drie kilometer tussen Sorø dorp en het station aan de Vestbanen bleef tot 1970 liggen.